# Natuurbrandindex
De natuurbrandindex is een indicator die gebruikt wordt door de Nederlandse overheden om het risico van natuurbrand weer te geven. Aan de hand van de voorspelling bepaalt de brandweer bijvoorbeeld hoeveel materieel ingezet wordt bij een brandmelding in de vrije natuur.
De natuurbrandindex wordt gevisualiseerd door 5 kleuren.
- Code Groen - (klein) gevaar
- Code Lichtgroen - tussen Code Groen en Code Geel
- Code Geel - verhoogd gevaar
- Code Oranje - groot gevaar
- Code Rood - zeer groot gevaar

Bij een Code Oranje of Code Rood kondigen lokale overheden vaak een algeheel stookverbod af, er mag dan niet meer in de open lucht vuur gestookt worden ook mag er dan niet gebarbecued worden. Daarnaast hebben sommige veiligheidsregio's een vliegtuigje in de lucht om bosbranden vroegtijdig op te sporen. Ook vanuit uitkijktorens zijn bosbranden vaak vroegtijdig te zien en te melden.

## Achtergrond
De index is een getal dat berekend wordt op basis van een aantal parameters:
- Jaargetijde (in de winter zijn bomen droger omdat de sapstroom nog niet op gang gekomen is)
- Luchtvochtigheid
- Soort begroeiing in de betreffende regio (heide, loofbomen, naaldbomen etc.)
- Buitentemperatuur
- Wind (bij hardere wind kan een natuurbrand zich sneller verspreiden)
- Seizoen (het brandgevaar is groter in de periode dat meer mensen zich in de natuur begeven, zoals in vakanties, want veel natuurbranden zijn het gevolg van menselijk handelen)
- Bereikbaarheid van natuurgebieden (voor brandweerwagens etc.)
- Bluswatervoorziening in natuurgebieden

## België
In België berekent de Meteo Wing van Defensie een brandwaarschuwingsindex, die als basis dient voor het bepalen van het brandrisico, aangegeven in vier kleurcodes (groen – geel – oranje – rood). De brandpreventie zelf wordt in Vlaanderen verzorgd door het Agentschap voor Natuur en Bos, in Wallonië door het Département de la Nature et des Forêts van de Waalse overheid. 